# سوزان أورمان
سوزان لين «سوز» أورمان (ولدت في 5 يونيو 1951) مستشارة مالية أمريكية ومؤلفة ومقدمة بودكاست، أسست مجموعة سوز أورمان المالية في عام 1987، اكتسب عملها كمستشار مالي شهرة في برنامج سوزي أورمان شو ، الذي عُرض على قناة سي إن بي سي من 2002 إلى 2015. كتبت عشرة كتب من أكثرها مبيعًا في نيويورك تايمز حول التمويل الشخصي. تم تسميتها مرتين في قائمة تايم 100 للأشخاص المؤثرين ، وفازت بجائزتي إيمي وثماني جوائز غريسي.